# Numidia/VC Limax
Sportvereniging Numidia/VC Limax is een volleybalvereniging uit Linne en Maasbracht, Limburg, Nederland.
Het eerste mannenteam komt sinds het seizoen 2021/2022 uit in het hoogste niveau in Nederland, de Eredivisie.

## Selectie 2023/24
| Nr | Naam                  | Positie         | Nat. |
| -- | --------------------- | --------------- | ---- |
| 1  | Nico Freriks          | Spelverdeler    | NED  |
| 2  | Job Vaassen           | Passer/loper    | NED  |
| 3  | Leon Meier            | Passer/loper    | GER  |
| 4  | Remco Van den Elshout | Middenaanvaller | NED  |
| 5  | Martijn Brilhuis      | Diagonaal       | NED  |
| 6  | Thomas van Bladel     | Passer/loper    | NED  |
| 7  | Sil Meijs             | Spelverdeler    | NED  |
| 8  | Kian Macnack          | Diagonaal       | NED  |
| 10 | Alfred Brink          | Spelverdeler    | SWE  |
| 11 | Jaro Herinx           | Middenaanvaller | NED  |
| 12 | Rob Bontje            | Middenaanvaller | NED  |
| 14 | Thijs Ipema           | Libero          | NED  |
| 15 | Tobias Kjaer          | Passer/loper    | DEN  |
| 18 | Lars Bouten           | Passer/loper    | NED  |
| 21 | Wouter Timmermans     | Libero          | NED  |

| Functie         | Naam             | Nat. |
| --------------- | ---------------- | ---- |
| Hoofdcoach      | Guido Görtzen    | NED  |
| Assistent coach | Joost Weltens    | BEL  |
|                 | Bertin Terpstra  | NED  |
| Team manager    | Andrew Hendrickx | NED  |
| Fysiotherapist  | Mark Francot     | NED  |
| Data-analist    | Jan Diriken      | BEL  |